# Coppa asiatica femminile di pallavolo 2012
La III Coppa asiatica femminile di pallavolo si è svolta ad Almaty, in Kazakistan, dal 10 al 16 settembre 2012. Al torneo hanno partecipato 8 squadre nazionali asiatiche e oceaniane e la vittoria finale è andata per la prima volta alla Thailandia.

## Gironi
Dopo la prima fase a girone, le squadre hanno acceduto ai quarti di finale: le vincenti si sono qualificate per le semifinali per il primo posto, mentre le perdenti si sono qualificate per le semifinali per il quinto posto.
| Girone A                                          | Girone B                   |
| ------------------------------------------------- | -------------------------- |
| Corea del Sud Kazakistan Taipei cinese Thailandia | Cina Giappone Iran Vietnam |

## Fase finale

### Finali 1º e 3º posto
|  | Quarti        | Quarti     |            |            | Semifinali         | Semifinali         |  |  | Finale 1º/2º posto | Finale 1º/2º posto |
|  |               |            |            |            |                    |                    |  |  |                    |                    |
|  |               |            |            |            |                    |                    |  |  |                    |                    |
|  |               |            |            |            |                    |                    |  |  |                    |                    |
|  | Thailandia    | 3          |            |            |                    |                    |  |  |                    |                    |
|  | Thailandia    | 3          |            |            |                    |                    |  |  |                    |                    |
|  | Iran          | 0          |            |            |                    |                    |  |  |                    |                    |
|  | Iran          | 0          | Thailandia | 3          |                    |                    |  |  |                    |                    |
|  |               |            | Thailandia | 3          |                    |                    |  |  |                    |                    |
|  |               | Vietnam    | 0          |            |                    |                    |  |  |                    |                    |
|  | Vietnam       | Vietnam    | 0          | 3          |                    |                    |  |  |                    |                    |
|  | Vietnam       |            |            | 3          |                    |                    |  |  |                    |                    |
|  | Corea del Sud | 2          |            |            |                    |                    |  |  |                    |                    |
|  | Corea del Sud | 2          | Thailandia | 3          |                    |                    |  |  |                    |                    |
|  |               |            | Thailandia | 3          |                    |                    |  |  |                    |                    |
|  |               | Cina       | 1          |            |                    |                    |  |  |                    |                    |
|  | Cina          | Cina       | 1          | 3          |                    |                    |  |  |                    |                    |
|  | Cina          |            |            | 3          |                    |                    |  |  |                    |                    |
|  | Taipei cinese | 0          |            |            |                    |                    |  |  |                    |                    |
|  | Taipei cinese | 0          | Cina       | 3          | Finale 3º/4º posto | Finale 3º/4º posto |  |  |                    |                    |
|  |               |            | Cina       | 3          | Finale 3º/4º posto | Finale 3º/4º posto |  |  |                    |                    |
|  |               | Kazakistan | 0          |            |                    |                    |  |  |                    |                    |
|  | Kazakistan    | Kazakistan | 0          | 3          | Vietnam            | 0                  |  |  |                    |                    |
|  | Kazakistan    |            |            | 3          | Vietnam            | 0                  |  |  |                    |                    |
|  | Giappone      | 1          |            | Kazakistan | 3                  |                    |  |  |                    |                    |
|  | Giappone      | 1          |            |            | 3                  |                    |  |  |                    |                    |
|  |               |            |            |            |                    |                    |  |  |                    |                    |
|  |               |            |            |            |                    |                    |  |  |                    |                    |

### Finali 5º e 7º posto
|  | Semifinali    | Semifinali    | Semifinali    |               |          | Finale 5º/6º posto | Finale 5º/6º posto | Finale 5º/6º posto |  |
|  |               |               |               |               |          |                    |                    |                    |  |
|  | Taipei cinese | Taipei cinese | 0             |               |          |                    |                    |                    |  |
|  | Taipei cinese | Taipei cinese | 0             |               |          |                    |                    |                    |  |
|  | Giappone      | Giappone      | 3             |               |          |                    |                    |                    |  |
|  | Giappone      | Giappone      | 3             |               | Giappone | Giappone           | 3                  |                    |  |
|  |               |               |               |               | Giappone | Giappone           | 3                  |                    |  |
|  |               |               | Corea del Sud | Corea del Sud | 0        |                    |                    |                    |  |
|  | Iran          | Iran          | Corea del Sud | Corea del Sud | 0        | 0                  |                    |                    |  |
|  | Iran          | Iran          |               |               |          | 0                  |                    |                    |  |
|  | Corea del Sud | Corea del Sud | 3             |               |          | Finale 7º/8º posto | Finale 7º/8º posto | Finale 7º/8º posto |  |
|  | Corea del Sud | Corea del Sud | 3             |               |          |                    |                    |                    |  |
|  |               |               |               |               |          |                    |                    |                    |  |
|  |               |               |               |               |          | Taipei cinese      | Taipei cinese      | 3                  |  |
|  |               |               |               |               |          | Taipei cinese      | Taipei cinese      | 3                  |  |
|  |               |               |               |               |          | Iran               | Iran               | 0                  |  |

## Podio

### Campione
Formazione: 1 Wanna Buakaew, 2 Piyanut Pannoy, 5 Pleumjit Thinkaow, 6 Onuma Sittirak, 10 Wilavan Apinyapong, 11 Amporn Hyapha, 12 Tapaphaipun Chaisri, 13 Nootsara Tomkom, 15 Malika Kanthong, 16 Pornpun Guedpard, 18 Ajcharaporn Kongyot, 19 Sontaya Keawbundit, CT: Kiattipong Radchatagriengkai

### Secondo posto
Formazione: 1 Wang Yimei, 2 Yang Mi, 4 Hui Ruoqi, 6 Chu Jinling, 7 Zhang Xian, 8 Wei Qiuyue, 9 Yang Junjing, 10 Shan Danna, 11 Xu Yunli, 12 Zeng Chunlei, 15 Ma Yunwen, 17 Zhang Lei, CT: Yu Juemin

### Terzo posto
Formazione: 1 Irina Shenberger, 3 Sana Jarlagassova, 4 Olga Karpova, 5 Olga Nassedkina, 7 Alena Omelchenko, 8 Korinna Ishimtseva, 9 Irina Lukomskaya, 11 Marina Storozhenko, 14 Alessya Safranova, 15 Lyudmila Anarbayeva, 16 Inna Matveyeva, 17 Olga Drobyshevskaya, CT: Oleksandr Gutor

## Classifica finale
| Classifica | Squadre       | Qualificazione        |
| ---------- | ------------- | --------------------- |
|            | Thailandia    | World Grand Prix 2013 |
|            | Cina          |                       |
|            | Kazakistan    | World Grand Prix 2013 |
| 4          | Vietnam       |                       |
| 5          | Giappone      |                       |
| 6          | Corea del Sud |                       |
| 7          | Taipei cinese |                       |
| 8          | Iran          |                       |